# Резолюция 76 на Съвета за сигурност на ООН
Резолюция 76 на Съвета за сигурност на ООН е приета с мнозинство на 5 октомври 1949 г. След като получава телеграмата, изпратена на 5 август същата година от Консулската комисия в Батавия до председателя на Съвета за сигурност на ООН, с която се моли бъдещите разходи на военните наблюдатели на ООН в Индонезия да бъдат поети от ООН, Съветът за сигурност препраща съобщението до генералния секретар на организацията.
Резолюция 76 е приета с мнозинство от 9 гласа „за“ срещу 1 „против“ (Украинската ССР) и 1 „въздържал се“ (СССР)..